# Personaggi di Kindaichi shōnen no jikenbo
Questa è una lista dei personaggi del manga Kindaichi shōnen no jikenbo e dei vari media da esso tratti (light novel, anime, serie televisiva, film).

## Hajime Kindaichi
(Quando s'impegna a lavorare nella risoluzione di un omicidio)
Hajime Kindaichi (金田一 一?, Kindaichi Hajime) è uno studente liceale. È demotivato e pigro, causa dell'impazienza dell'amica d'infanzia Miyuki Nanase. Tuttavia, solo poche persone vedono la sua intelligenza e la sua abilità deduttiva, conseguenza del suo QI pari a 180, probabilmente ereditato da suo nonno, il detective privato Kōsuke Kindaichi (un personaggio letterario inventato da Seishi Yokomizo, è chiamato il Colombo giapponese da alcuni). I creatori di questa serie non ottennero il permesso dalla famiglia di Yokomizo, e si sarebbero lamentati quando la serie fosse divenuta popolare. Pare che il tutto sia stato sistemato senza passare per vie legali, e che Kōsuke non sia più stato menzionato esplicitamente negli episodi seguenti il 1°).
È anche un affermato artista dell'illusionismo. È conosciuto per essere un disastro con le ragazze, tuttavia la sua gentilezza catturerà il cuore di molte figure femminili nella trama: da Miyuki Nanase a Reika Hayami e Sakura Gozo. Nonostante la sua inettitudine e una miriade di altri difetti, è un amico leale ed un grande detective.

## Miyuki Nanase
Miyuki Nanase  (七瀬 美雪?, Nanase Miyuki) è l'amica d'infanzia e vicina di "Hajime-chan". Spesso ci si chiede come una studentessa modello come Miyuki possa essere amica di un fannullone come Hajime: nel profondo del cuore Miyuki non pensa che Hajime sia un idiota, e pare che ci sia un feeling non ancora dichiarato. Il suo compleanno è il 24 novembre.

## Isamu Kenmochi
Isamu Kenmochi  (剣持 勇?, Kenmochi Isamu) è un ispettore (警部?, keibu) della polizia giapponese, e precisamente della Polizia Metropolitana di Tokyo, che incontra Kindaichi nel suo primo caso.